# Günter Wallraff
Günter Wallraff (Burscheid, 1942. október 1. –) német újságíró, író; radikális leleplező, tényfeltáró riportjaival, könyveivel szerzett világhírt. 
„Többek közt hajléktalanként és fegyverkereskedőként tűnt fel Németország egyes helyein, ál-alkoholistaként iratkozott be pszichiátriára, majd török bevándorlónak álcázva magát a McDonald’s és a Thyssen acélművek embertelen munkakörülményeiről számolt be.”

## Magyarul megjelent írásai
- Wir brauchen dich − Als Arbeiter in deutschen Industriebetrieben
  - "Szükségünk van rád!" − Munkás voltam német ipari üzemekben; bevezető: Ernst Dornhoff, utószó: Christian Geissler, fordította, jegyzetekkel látta el: Jólesz László(wd); Kossuth, Budapest, 1968
- 13 unerwünschte Reportagen (1969)
  - 13 pokolra kívánt riport; bevezető: Gerd Hirschauer, fordította, jegyzetekkel látta el: Jólesz László; Kossuth, Budapest, 1970
- Ihr da oben, wir da unten (1973)
  - Bernt Engelmann–Günter Wallraff: Önök ott fenn, mi itt lenn; fordította: Jólesz László; Kossuth, Budapest, 1977,  ISBN 963-09-0807-7
- Ganz unten (1985)
  - Legalul; fordította: Fodor Zsuzsa; Magvető, Budapest, 1987, ISBN 963-14-1046-3